# Йозеф Антон Йохан Австрийски
Йозеф Антон Йохан Баптист Австрийски (на немски: Joseph Anton Johann Baptist von Österreich; * 9 март 1776, Флоренция; † 13 януари 1847, Офен, днес частта Буда на Будапеща) е ерцхерцог на Австрия от династията Хабсбург-Лотаринги. През 1795 г. той е регент на Унгария, след една година палатин на Унгария (1796 – 1847). Той е фелдмаршал на войската на Австрийската империя.

## Живот
Син е на император Леополд II (1747 – 1792) и съпругата му инфанта Мария Лудовика Испанска (1745 – 1792), дъщеря на испанския крал Карл III и на принцеса Мария Амалия Саксонска.
Унгарското народно събрание го избира през 1796 г. за палатин на Унгария. През 1819 г. по-големият му брат император Франц II го номинира за щатхалтер (управител) на Унгария.

## Фамилия
- Велика княгиня Александра Павловна Романова
- Принцеса Хермина фон Анхалт-Бернбург-Шаумбург-Хойм
- Принцеса Мария Доротея фон Вюртемберг

Първи брак: на 30 октомври 1799 г. в Санкт Петербург за велика княгиня Александра Павловна Романова (1783 – 1801), дъщеря на руския цар Павел I. Те имат една дъщеря:
- Александрина (*/† 1801)

Втори брак: на 30 август 1815 г. в дворец Шаумбург за принцеса Хермина фон Анхалт-Бернбург-Шаумбург-Хойм (1797 – 1817), дъщеря на Виктор II Карл Фридрих. Те имат две деца:
- Хермина Амалия Мария (1817 – 1842), абатеса в Прага
- Стефан Франц Виктор (1817 – 1867), палатин на Унгария

Трети брак: на 24 август 1819 г. в Кирххайм за принцеса Мария Доротея Вюртембергска (1797 – 1855), дъщеря на принц Лудвиг Фридрих фон Вюртемберг. Те имат пет деца:
- Франциска Мария Елизабет (*/† 1820)
- Александер (1825 – 1837)
- Елизабет Франциска Мария Австрийска (1831 – 1903)

∞ 1847 ерцхерцог Фердинанд Карл Австрийски-Есте (1821 – 1849)
∞ 1854 Карл Фердинанд Австрийски (1818 – 1874)
- Йозеф Карл Лудвиг Австрийски (1833 – 1905)

∞ 1864 Клотилда от Саксония-Кобург и Гота (1846 – 1927), сестра на българския цар Фердинанд I
- Мария-Хенриета Австрийска (1836 – 1902)

∞ 1853 крал Леополд II от Белгия (1835 – 1909)